# Alice Keller (Wirtschaftswissenschaftlerin)
Alice Keller (* 18. April 1896 in Basel; † 18. November 1992 ebenda) war eine Schweizer Wirtschaftswissenschaftlerin, Direktorin und Frauenrechtlerin.

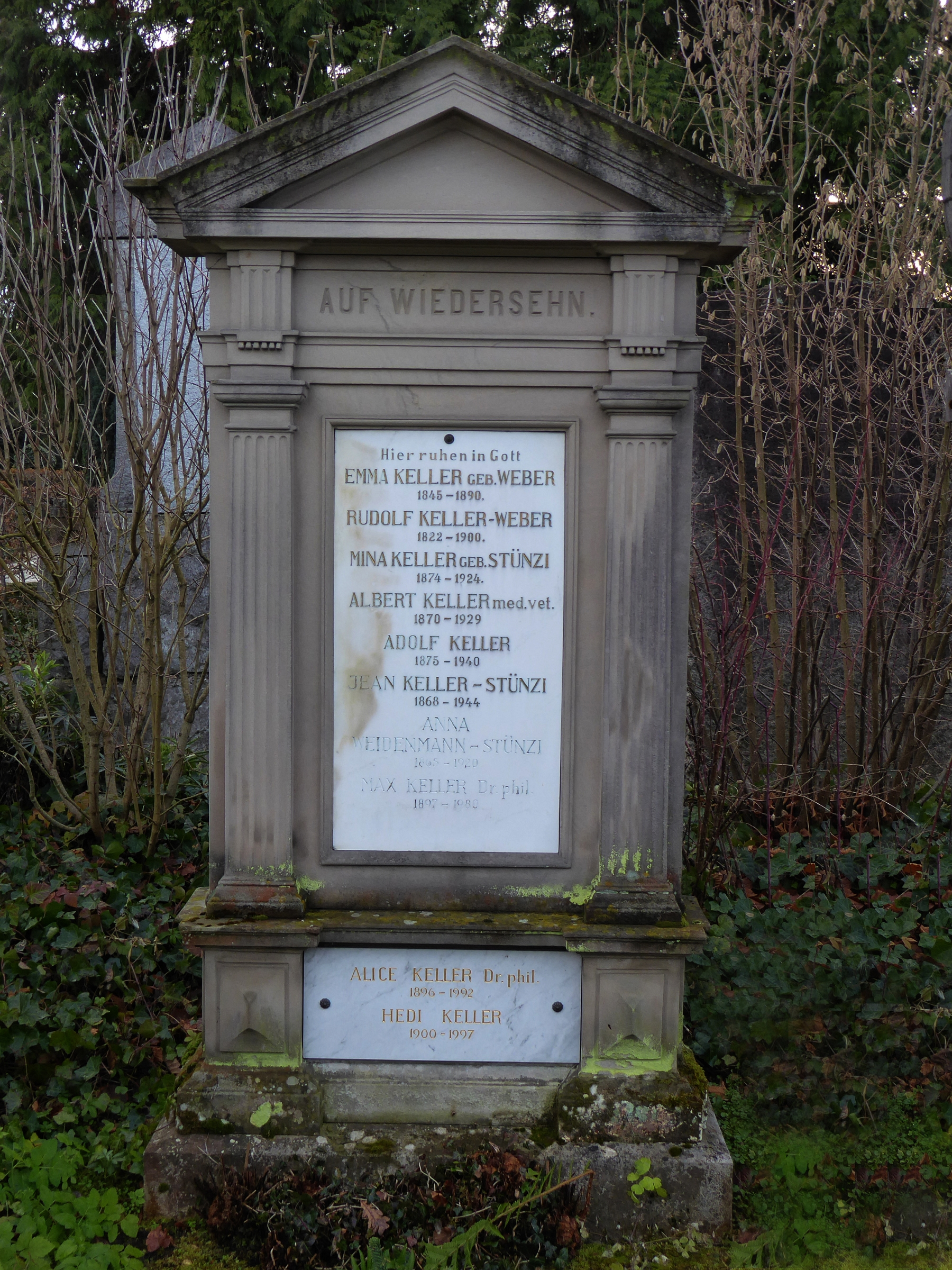
Grab von Alice Keller auf dem Wolfgottesacker, Basel

## Leben und Werk
Alice Keller war eine Tochter des Kaufmanns Johann Heinrich Keller (1868–1944) und der Mina (1874–1924), geborene Stünzi. Ihr Grossvater Rudolf Keller-Weber (1822–1900) gründete 1855 mit seinem Bruder Heinrich die «Droschken & Fuhrhalterei Rudolf Keller».
Keller studierte Nationalökonomie an der Universität Basel, wo sie 1922 promoviert wurde. Von 1926 bis 1939 war sie für Roche in Tokio tätig. Später war sie dort Direktorin.
1923 war Keller ein Gründungsmitglied der Sektion Basel des Schweizerischen Verbands der Akademikerinnen (SVA) und von 1941 bis 1947 dessen Präsidentin. Zudem war sie aktiv in der internationalen Akademikerinnenbewegung. Von 1953 bis 1959 war sie Präsidentin der Frauenzentrale Basel.
Ab 1953 war sie Mitglied und von 1958 bis 1961 Präsidentin der Finanzkommission des Bundes Schweizerischer Frauenorganisationen (BSF). 1964 wurde sie als erste Frau in den weiteren Bürgerrat der Stadt Basel gewählt.
Alice Keller fand ihre letzte Ruhestätte auf dem Wolfgottesacker in Basel.